# Horodnianka (powiat sokólski)
Horodnianka – wieś w Polsce położona w województwie podlaskim, w powiecie sokólskim, w gminie Suchowola.
Wieś królewska ekonomii grodzieńskiej położona była w końcu XVIII wieku w powiecie grodzieńskim województwa trockiego. W latach 1975–1998 miejscowość należała administracyjnie do województwa białostockiego.
Etymologia nazwy wsi pochodzi od przynależności do miasta - horod, gorod. Horodnianka powstała w czasie zasiedlania Puszczy Nowodworskiej (XVI - XVII w.). W XVIII wieku była tu królewska stadnina koni (ok. 350 szt.). We wsi znajduje się murowana kapliczka, kilka krzyży wotywnych - niektóre bardzo oryginalne. Na końcu wsi w byłej szkole - całoroczne schronisko turystyczne.
Wierni kościoła rzymskokatolickiego należą do parafii św. Apostołów Piotra i Pawła w Suchowoli.